# Белкоден
Белкоден (фр. Belcodène) насеље је и општина у Француској у региону Прованса-Алпи-Азурна обала, у департману Ушће Роне која припада префектури Марсељ.
По подацима из 2011. године у општини је живело 1824 становника, а густина насељености је износила 140,63 становника/km². Општина се простире на површини од 12,97 km². Налази се на средњој надморској висини од 425 метара (максималној 450 m, а минималној 297 m).

## Демографија
| 1962. | 1968. | 1975. | 1982. | 1990. | 1999. | 2011. |
| ----- | ----- | ----- | ----- | ----- | ----- | ----- |
| 131   | 195   | 327   | 542   | 865   | 1.434 | 1.824 |

График промене броја становника у току последњих година